# Hellange
Hellange (lb. Helleng, niem. Hellingen) – wieś (Uertschaft) w południowym Luksemburgu, w kantonie Esch-sur-Alzette, w gminie Frisange. Do 3 października 2015 miejscowość leżała w dystrykcie Luksemburg. Liczy 877 mieszkańców (1 stycznia 2023).